# Mirko Zupančič
Mirko Zupančič, slovenski profesor, pisatelj, dramatik, pesnik, literarni zgodovinar, gledališki kritik in gledališki igralec, * 4. marec 1925, Borovnica, † april 2014.

## Življenjepis
Zupančičevo življenje je neločljivo povezano z umetnostjo, še posebej z gledališčem. Že zgodaj - kot otrok je začel igrati na amaterskem odru v Logatcu, blizu Borovnice, njegovega rojstnega kraja. Po genocidni svetovni vojni se je kmalu kot igralec včlanil v novoustanovljeno Mestno gledališče ljubljansko in študiral primerjalno književnost pri Antonu Ocvirku na ljubljanski filozofski fakulteti kjer je 1957 diplomiral. V Zagrebu je nato 1969 doktoriral z razpravo o predromantičnih prvinah v nemških literarnih prvencih Antona Tomaža Linharta. V MGL je v letih od 1949 do 1959 oblikoval več kot 40 vlog, igral pa je tudi v slovenskih filmih.
Po diplomi je bil nekaj časa direktor Prosvetnega servisa, nato pa se je najprej kot asistent in kasneje kot profesor zaposlil na  Akademiji za gledališče, radio, film in televizijo, kjer je predaval zgodovino dramatike. Veliko let po svoji upokojitvi (1988) je bil imenovan tudi za zaslužnega profesorja ljubljanske univerze (2006).
Pri zgodovinsko-teoretičnemu in esejističnemu delu se Zupančič ob Linhartu sistematično posveča zlasti dramatiki Shakespeara, Ibsna in Strindberga.

## Literarno delo
Prav tako bogata in obširna je njegova teoretska, dramatska in publicistično strokovna dejavnost. Poleg dramskih besedil je objavil tudi tri pesniške zbirke: Pogovori s Kandidom, Časi in Ko pride čas. Njegovo poezijo zaznamujeta meditativna liričnost in čustvena zavzetost, izraženi na neposredni refleksivni način.
Napisal je vrsto študij, razprav in esejev. Posvečal se je tako literaturi kot gledališki zgodovini, spremljal živo gledališko dogajanje ter sodobno dramatiko, pisal predgovore k izdajam Shakespeara, urejal gledališke liste in ocenjeval knjige. Svoje prispevke je redno objavljal v časopisih, gledaliških listih, revijah, pa tudi v knjižnih izdajah.
Od začetka 60. let 20. stoletja je napisal več dram:
- Rombino, žalostni klovn (1960)
- Hiša na robu mesta (1962)
- Dolina neštetih radosti (1965)
- Elektrino maščevanje (1988)
- Čarobnice (1996)